# Adam Varadi
Adam Varadi (Frýdek-Místek, 30 aprile 1985) è un calciatore ceco, attaccante dell'Havířov.

## Palmarès

### Club

#### Competizioni nazionali
- Campionato ceco: 1

Baník Ostrava: 2003-2004
- Coppa della Repubblica Ceca: 1

Sigma Olomouc: 2011-2012